# Alsophis antillensis
Alsophis antillensis, Guadelupa racer, Antilles racer, sau Leeward racer este o specie de șarpe endemic pe insula Guadelupa.

## Descriere
Poate ajunge la aproape un metru în lungime.  Se hrănește cu șopârle și rozătoare mici.  Rareori mușcă oamenii, dar poate elibera o secreție urât mirositoare (deși inofensivă) cloaca atunci când este deranjată.

## Taxonomie
Alsophis sibonius din Dominica și Alsophis manselli din Montserrat au fost considerați anterior subspecii, dar în prezent sunt considerați propria lor specie.